# 普斯托米
普斯托米（法語：Pousthomy，法語發音：[pustɔmi]）是法国阿韦龙省的一个市镇，属于米约区。

## 地理
普斯托米（43°51'28"N, 2°36'46"E）面积17.33 平方千米，位于法国奧克西塔尼大區阿韦龙省，该省份为法国南部内陆省份，位于法國中央高原南部，北起顺时针与康塔爾省、洛泽尔省、加尔省、埃罗省、塔恩省、塔恩-加龙省和洛特省接壤。
与普斯托米接壤的市镇（或旧市镇、城区）包括：朗斯河畔巴拉吉耶、拉瓦勒-罗克瑟济耶尔、蒙弗朗、朗斯河畔圣塞尔南、勒马斯诺-马叙吉耶斯、米奥勒、圣萨尔维-德卡尔卡韦斯。

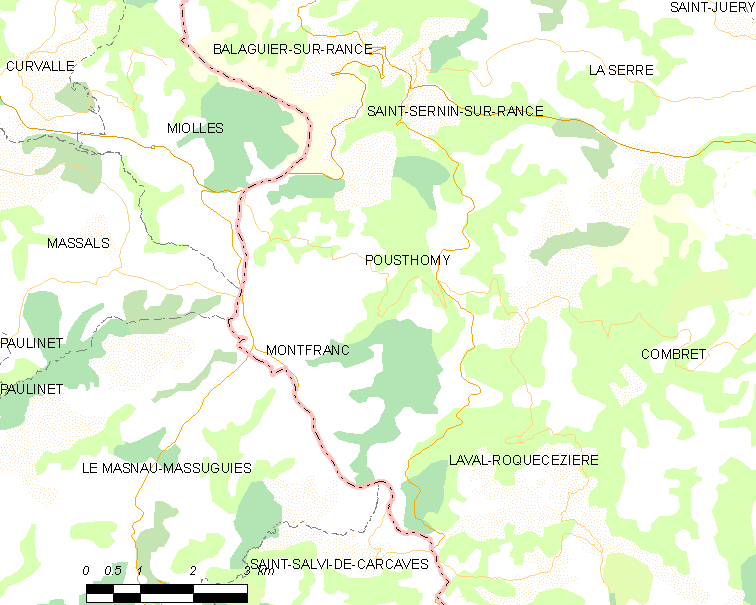
普斯托米的OSM定位图

普斯托米的时区为UTC+01:00、UTC+02:00（夏令时）。

## 行政
普斯托米的邮政编码为12380，INSEE市镇编码为12186。

## 政治
普斯托米所属的省级选区为科斯-鲁日耶县。

## 人口

1962-2008年间普斯托米人口变化图示

普斯托米于2022年1月1日时的人口数量为212人。